# 鋼一幸
鋼 一幸（はがね かずゆき、1981年8月29日 - ）は、愛知県刈谷市出身で、音羽山部屋（入門時は井筒部屋、一時期は陸奥部屋）所属の大相撲力士。本名は前田 一幸。身長177.5cm、体重146.2kg。最高位は東幕下16枚目（2005年11月場所）。

## 来歴
愛知県刈谷市出身。愛知・大同高校まで小中高とサッカー部。卒業後は就職も選択肢にあったが「やりたいことは何か」と熟考し、子どものころ地域の大会に出ていた相撲への道を選んだ。井筒部屋に入門し、2000年3月場所、本名の「前田」で初土俵を踏む。2003年3月場所で「鶴嶺山」に改名。2004年7月場所で初めて幕下に昇進した。2005年11月場所で最高位の東幕下16枚目まで進んだ。2011年7月場所から「自分は『鶴嶺山』なんて顔じゃない」と「鋼」に改名した。「鍛えることでいろんな形になったり切れ味を増す鋼のように、気持ちが折れてもまた一から鍛え直して研ぎ澄ませばいい」という思いを込めて自分で考えた四股名である。2019年9月場所中の16日に師匠の15代井筒（元関脇・逆鉾）が急逝。井筒部屋の所属力士は9代陸奥（元大関・霧島）が運営する陸奥部屋に移籍となったため、陸奥部屋所属となった。2023年12月に24代音羽山（元横綱・鶴竜）が、陸奥部屋から独立して音羽山部屋を新設した際、24代音羽山に帯同する形で音羽山部屋に転属した。

## 弟弟子・鶴竜
16歳でモンゴルから入門した鶴竜の良き相談相手であり、鶴竜の入門から引退に至るまで兄弟子として寄り添った。食生活でも鶴竜に配慮した他、鶴竜が横綱に昇進して以降も気兼ねなく鶴竜にタメ口を聞けるほどの存在であり、鶴竜が負けて肩を落とすと励ました。鶴竜が引退後に音羽山部屋を創設した際にも弟子として移籍している。井筒部屋時代から鋼はちゃんこ長を務め、ちゃんこ鍋のレパートリーは13種類ある。音羽山部屋でもちゃんこ長を務めている。鶴竜は鋼を「前田さん」と本名で呼び、敬称・敬語を使っているなど、番付を上げてからも鋼への敬意を忘れない。独立後の音羽山は「前田さんがいれば大丈夫」が口癖になり「親兄弟よりも長く一緒に過ごしてきた。これからも、ずっと一緒。死ぬまで一緒だから」と全幅の信頼を置く。

## 主な成績
2025年5月場所終了現在

### 通算成績
- 通算成績：514勝525敗4休（150場所）

### 各段優勝
- 三段目優勝：1回（2012年9月場所）

### 場所別成績
| | 一月場所 初場所（東京） | 三月場所 春場所（大阪） | 五月場所 夏場所（東京） | 七月場所 名古屋場所（愛知） | 九月場所 秋場所（東京） | 十一月場所 九州場所（福岡） |
| --- | ----------------------- | ----------------------- | ----------------------- | --------------------------- | ----------------------- | --------------------------- |
| 2000年 （平成12年） | x                       | （前相撲）              | 西序ノ口31枚目 6–1      | 西序二段85枚目 2–5          | 西序二段110枚目 3–4     | 西序二段126枚目 4–3         |
| 2001年 （平成13年） | 西序二段95枚目 4–3      | 東序二段69枚目 4–3      | 西序二段47枚目 3–4      | 東序二段62枚目 4–3          | 西序二段38枚目 4–3      | 西序二段16枚目 4–3          |
| 2002年 （平成14年） | 東三段目98枚目 5–2      | 西三段目64枚目 1–6      | 東序二段2枚目 4–3       | 西三段目83枚目 2–5          | 西序二段14枚目 3–4      | 西序二段26枚目 6–1          |
| 2003年 （平成15年） | 西三段目62枚目 2–5      | 東三段目88枚目 3–4      | 西序二段7枚目 5–2       | 東三段目70枚目 5–2          | 西三段目41枚目 3–4      | 西三段目58枚目 3–4          |
| 2004年 （平成16年） | 西三段目70枚目 3–4      | 東三段目83枚目 6–1      | 東三段目25枚目 5–2      | 東幕下60枚目 2–5            | 西三段目26枚目 6–1      | 東幕下47枚目 2–5            |
| 2005年 （平成17年） | 西三段目6枚目 5–2       | 東幕下46枚目 4–3        | 西幕下37枚目 4–3        | 西幕下27枚目 4–3            | 東幕下20枚目 4–3        | 東幕下16枚目 3–4            |
| 2006年 （平成18年） | 西幕下21枚目 4–3        | 西幕下16枚目 0–7        | 東幕下52枚目 2–5        | 東三段目15枚目 6–1          | 西幕下38枚目 1–6        | 西三段目4枚目 2–5           |
| 2007年 （平成19年） | 西三段目29枚目 6–1      | 東幕下49枚目 4–3        | 東幕下43枚目 3–4        | 西幕下50枚目 5–2            | 西幕下35枚目 4–3        | 東幕下28枚目 2–5            |
| 2008年 （平成20年） | 西幕下41枚目 4–3        | 東幕下32枚目 2–5        | 西幕下48枚目 5–2        | 東幕下31枚目 2–5            | 東幕下45枚目 1–6        | 西三段目12枚目 4–3          |
| 2009年 （平成21年） | 東三段目2枚目 2–5       | 西三段目26枚目 3–4      | 西三段目40枚目 6–1      | 西幕下54枚目 1–6            | 東三段目25枚目 3–4      | 西三段目37枚目 6–1          |
| 2010年 （平成22年） | 東幕下53枚目 3–4        | 東三段目5枚目 3–4       | 東三段目18枚目 3–4      | 東三段目34枚目 5–2          | 西三段目7枚目 4–3       | 西幕下56枚目 3–4            |
| 2011年 （平成23年） | 東三段目11枚目 3–4      | 八百長問題 により中止   | 東三段目23枚目 5–2      | 東幕下51枚目 5–2            | 東幕下34枚目 3–4        | 東幕下41枚目 2–5            |
| 2012年 （平成24年） | 東三段目2枚目 5–2       | 東幕下45枚目 1–6        | 西三段目14枚目 2–5      | 西三段目39枚目 4–3          | 東三段目25枚目 優勝 7–0 | 西幕下17枚目 1–6            |
| 2013年 （平成25年） | 東幕下35枚目 2–5        | 東幕下52枚目 3–4        | 東三段目11枚目 3–4      | 東三段目26枚目 5–2          | 東三段目筆頭 2–5        | 西三段目27枚目 3–4          |
| 2014年 （平成26年） | 東三段目42枚目 5–2      | 西三段目15枚目 2–5      | 西三段目44枚目 4–3      | 西三段目32枚目 4–3          | 西三段目19枚目 4–3      | 東三段目8枚目 1–5–1         |
| 2015年 （平成27年） | 東三段目8枚目 2–2–3     | 東三段目73枚目 5–2      | 東三段目41枚目 5–2      | 西三段目12枚目 3–4          | 東三段目27枚目 3–4      | 東三段目22枚目 4–3          |
| 2016年 （平成28年） | 東三段目22枚目 4–3      | 東三段目9枚目 5–2       | 西幕下51枚目 5–2        | 東幕下38枚目 2–5            | 西幕下58枚目 3–4        | 東三段目13枚目 2–5          |
| 2017年 （平成29年） | 西三段目36枚目 4–3      | 東三段目25枚目 1–6      | 東三段目62枚目 5–2      | 東三段目30枚目 4–3          | 西三段目16枚目 4–3      | 西三段目4枚目 1–6           |
| 2018年 （平成30年） | 西三段目42枚目 5–2      | 東三段目16枚目 3–4      | 東三段目28枚目 2–5      | 西三段目54枚目 3–4          | 西三段目72枚目 3–4      | 東三段目86枚目 5–2          |
| 2019年 （平成31年 /令和元年） | 東三段目54枚目 5–2      | 東三段目24枚目 3–4      | 西三段目39枚目 3–4      | 東三段目54枚目 4–3          | 東三段目37枚目 4–3      | 東三段目23枚目 4–3          |
| 2020年 （令和2年） | 西三段目14枚目 2–5      | 西三段目44枚目 3–4      | 感染症拡大 により中止   | 東三段目64枚目 4–3          | 西三段目44枚目 1–6      | 西三段目80枚目 3–4          |
| 2021年 （令和3年） | 西三段目92枚目 3–4      | 西序二段7枚目 2–5       | 西序二段39枚目 4–3      | 西序二段17枚目 4–3          | 東三段目98枚目 4–3      | 西三段目78枚目 3–4          |
| 2022年 （令和4年） | 西三段目89枚目 3–4      | 東三段目95枚目 3–4      | 東序二段25枚目 3–4      | 東序二段50枚目 5–2          | 西序二段12枚目 4–3      | 東三段目84枚目 3–4          |
| 2023年 （令和5年） | 東序二段12枚目 5–2      | 東三段目66枚目 2–5      | 東序二段3枚目 5–2       | 西三段目56枚目 3–4          | 東三段目73枚目 2–5      | 東序二段10枚目 5–2          |
| 2024年 （令和6年） | 東三段目67枚目 2–5      | 東三段目89枚目 5–2      | 西三段目54枚目 1–6      | 西三段目89枚目 4–3          | 東三段目70枚目 4–3      | 西三段目54枚目 5–2          |
| 2025年 （令和7年） | 東三段目29枚目 4–3      | 東三段目14枚目 2–5      | 東三段目41枚目 1–6      | 東序二段2枚目 –             | x                       | x                           |
| 各欄の数字は、「勝ち-負け-休場」を示す。 優勝 引退 休場 十両 幕下 三賞：敢=敢闘賞、殊=殊勲賞、技=技能賞 その他：★=金星 番付階級：幕内 - 十両 - 幕下 - 三段目 - 序二段 - 序ノ口 幕内序列：横綱 - 大関 - 関脇 - 小結 - 前頭（「#数字」は各位内の序列） |                         |                         |                         |                             |                         |                             |

## 改名歴
- 前田 一幸（まえだ かずゆき） 2000年3月場所 - 2003年1月場所
- 鶴嶺山 一幸（かくれいざん かずゆき） 2003年3月場所 - 2011年5月技量審査場所
- 鋼 一幸（はがね かずゆき） 2011年7月場所 -